# Глава администрации муниципального образования
Глава́ администра́ции муниципа́льного образова́ния (глава местной администрации) — глава муниципального образования, либо лицо, назначаемое на должность главы местной администрации по контракту, заключаемому по результатам конкурса на замещение указанной должности на срок полномочий, определяемый уставом муниципального образования.
Контракт с главой местной администрации заключается на срок полномочий представительного органа муниципального образования, принявшего решение о назначении лица на должность главы местной администрации (до дня начала работы представительного органа муниципального образования нового созыва), но не менее чем на два года. Контракт с главой местной администрации муниципального района, представительный орган которого формируется в порядке, предусмотренном пунктом 1 части 4 статьи 35 Федерального закона № 131-ФЗ от 06.10.2003 г. «Об общих принципах организации местного самоуправления в Российской Федерации», заключается на срок, который предусмотрен уставом муниципального района и не может быть менее чем два года и более чем пять лет.
Условия контракта для главы местной администрации поселения утверждаются представительным органом поселения, а для главы местной администрации муниципального района (городского округа), внутригородского муниципального образования города федерального значения — представительным органом муниципального района (городского округа), внутригородского муниципального образования города федерального значения в части, касающейся осуществления полномочий по решению вопросов местного значения, и законом субъекта Российской Федерации в части, касающейся осуществления отдельных государственных полномочий, переданных органам местного самоуправления федеральными законами и законами субъектов Российской Федерации.

## Порядок проведения конкурса на замещение должности главы местной администрации
Порядок проведения конкурса на замещение должности главы местной администрации устанавливается представительным органом муниципального образования. Порядок проведения конкурса должен предусматривать опубликование условий конкурса, сведений о дате, времени и месте его проведения, проекта контракта не позднее чем за 20 дней до дня проведения конкурса.
Общее число членов конкурсной комиссии в муниципальном образовании устанавливается представительным органом муниципального образования.
Члены конкурсной комиссии поселения назначаются представительным органом поселения. При формировании конкурсной комиссии в муниципальном районе (городском округе), внутригородском муниципальном образовании города федерального значения две трети её членов назначаются представительным органом муниципального района (городского округа), внутригородского муниципального образования города федерального значения, а одна треть — законодательным (представительным) органом государственной власти субъекта Российской Федерации по представлению высшего должностного лица субъекта Российской Федерации (руководителя высшего исполнительного органа государственной власти субъекта Российской Федерации).
В случае, предусмотренном абзацем третьим части 2 статьи 34 Федерального закона, при формировании конкурсной комиссии в муниципальном районе одна треть членов конкурсной комиссии назначается представительным органом муниципального района, одна треть — представительным органом поселения, являющегося административным центром муниципального района, а одна треть законодательным (представительным) органом государственной власти субъекта Российской Федерации по представлению высшего должностного лица субъекта Российской Федерации (руководителя высшего исполнительного органа государственной власти субъекта Российской Федерации).

## Полномочия главы администрации муниципального образования
Глава местной администрации, осуществляющий свои полномочия на основе контракта:
- подконтролен и подотчетен представительному органу муниципального образования;
- представляет представительному органу муниципального образования ежегодные отчеты о результатах своей деятельности и деятельности местной администрации, в том числе о решении вопросов, поставленных представительным органом муниципального образования;
- обеспечивает осуществление местной администрацией полномочий по решению вопросов местного значения и отдельных государственных полномочий, переданных органам местного самоуправления федеральными законами и законами субъекта Российской Федерации.